# Горлаго
Горлаго, Ґорлаґо (італ. Gorlago) — муніципалітет в Італії, у регіоні Ломбардія,  провінція Бергамо.
Горлаго розташоване на відстані близько 480 км на північний захід від Рима, 55 км на північний схід від Мілана, 12 км на схід від Бергамо.
Населення — 5186 осіб (2014).
Щорічний фестиваль відбувається 12 травня. Покровитель — San Pancrazio.

## Демографія
Населення за роками:

Станом на 1 січня 2023 року в муніципалітеті офіційно проживало 760 іноземців з 40 країн, серед них 109 громадян країн Євросоюзу та 9 громадян України.

## Сусідні муніципалітети
- Больгаре
- Кароббіо-дельї-Анджелі
- Коста-ді-Меццате
- Монтелло
- Сан-Паоло-д'Аргон
- Трескоре-Бальнеаріо